# Ishakidris ascitaspis
Ishakidris ascitaspis is een mierensoort uit de onderfamilie van de Myrmicinae. De wetenschappelijke naam van de soort is voor het eerst geldig gepubliceerd in 1984 door Bolton.